# Salus

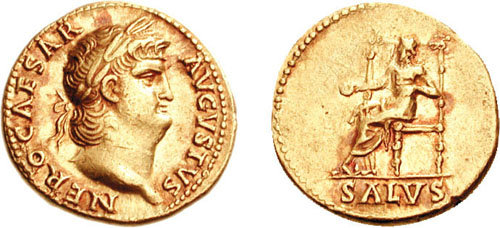
Salus, representada en una moneda (aureus) del temps de Neró.

Salus era la deessa de la salut en la mitologia romana, venerada des de molt antic que, amb el temps es va relacionar amb la deessa grega Higiea i se la va representar amb el mateix símbol: la serp. La seva festa se celebrava el 30 de març.

## Iconografia
Salus està sovint representada en forma femenina asseguda amb les cames creuades (una posició d'estabilitat que també indica seguretat), recolzant un braç en el tron, mentre l'altre braç sosté una pàtera (el plat per a les cerimònies religioses) amb el qual alimenta una serp.
De vegades porta la mà oberta convidant a la serp a enfilar-s'hi. En una altra variant la serp i Salus es miren directament als ulls. De vegades la serp està en un altar i de vegades no i, llavors està enroscada al tron o al braç de Salus.
En alguns pocs casos es pot veure Salus amb una vareta a la mà esquerra i la serp enroscada en la vareta, mentre a la mà dreta té una figura femenina en miniatura. Encara amb menys freqüència hi ha imatges on apareix portant un timó de vaixell a la mà esquerra, indicant la seva funció guiant l'emperador cap a la salut, encara que aquest objecte és més propi de la deessa Fortuna.

## Culte
Salus és una de les deesses més antigues entre els cultes de la religió romana, com així ho testimonien algunes inscripcions trobades. Tenia un temple amb el rètol Salus Publica Populi Romani, el qual es va edificar per decisió del senat en una votació l'any 304 aC, durant les guerres samnites i va ser inaugurat pel dictador Gai Juni Bubulc Brut, el 5 d'agost del 302 aC. Les parets del temple estaven decorades amb pintures de Fabius Pictor.
El seu culte era expressat des de molt antic amb la cerimònia del Augurium Salutis, que es feia cada any el 5 d'agost per invocar la protecció de Salus sobre tot el poble romà. També se li rendia culte per tota la península Itàlica.
Més endavant, se la va relacionar amb altres divinitats estrangeres i va passar a ser una divinitat protectora de la salut personal. La festivitat en honor de Salus se celebrava el 30 de març.

## Relació amb altres déus
Algunes fonts literàries la relacionen amb Fortuna i Spes. Amb el temps va estar cada cop més relacionada amb Valetudo, una deessa de la salut personal que en realitat era la traducció o romanització de la deessa grega Higiea.
La deessa Salus i el déu Sancus estan relacionats de diverses maneres. Els santuaris de tots dos estaven propers l'un de l'altre, ocupant dues elevacions adjacents a la part alta del Quirinal, el pujol Collis Mucialis i el Collis Salutaris respectivament. Alguns autors afirmen que també s'han trobat inscripcions dedicades a Sancus en el Collis Salutaris.
Encara més, Salus és el primer d'una sèrie de deïtats esmentades per Macrobi relacionades amb Sancus; els membres de la llista són: Salus, Semonia (genius present en les llavors), Seia, Segetia (genius present en les arnes) i Tutelina (divinitat relacionada amb les collites), tots ells requerien el compliment d'un dies feriatus (dia de mercat) per part de la persona que volgués invocar els seus noms. Eren deïtats vinculades als antics cultes agraris que es feien a la vall on després es va construir el Circ Màxim el significat dels quals és encara bastant misteriós.
Georg Wissowa, Eduard Norden i Kurt Latte han teoritzat a partir d'una inscripció del segle i aC en què apareix junt amb una altra divinitat Semonia, sobre si caldria incloure Salus en la categoria de "déus semones", com ara Semo Sancus. La conclusió final dels diferents estudis és que la línia disset («Salus Semonia posuit populi Victoria») d'aquesta inscripció és probablement un afegit posterior, però no se sap amb exactitud en quina època es va afegir. En cap altra inscripció Salus i Semonia han aparegut junts.
Cap a l'any 180 aC se celebraven ritus conjuntament dedicats a Apol·lo, Esculapi i Salus, és a dir amb divinitats importades de Grècia. També hi havia una estàtua de Salus al temple de Concòrdia. La primera moneda on apareix Salus relacionada amb la serp d'Esculapi és una de l'any 55 aC encunyada per M. Acilius.

## El poema de Salus
Quan es construïa la fortificació romana coneguda com a Limes Tripolitanus (fontera africana) l'any 202 aC, un centurió va escriure un poema dedicat a Salus a la paret dels banys de Bu Njem. El centurió anomenat Avidius Quintianus era l'encarregat i va escollir aquesta divinitat perquè segons diu ell, estava segur que allà sempre hi hauria admiradors i la seva adoració seria eterna: «quamdium cultures sient». Salus no tan sols garantia la salut sinó també la seguretat personal, evitant els accidents. El poema fa referència als beneficis de la deessa amb expressions com «Salutis lymphas» i «Salutis gratia», juntament amb els beneficis aportats per l'aigua dels banys.